# Faik Konica

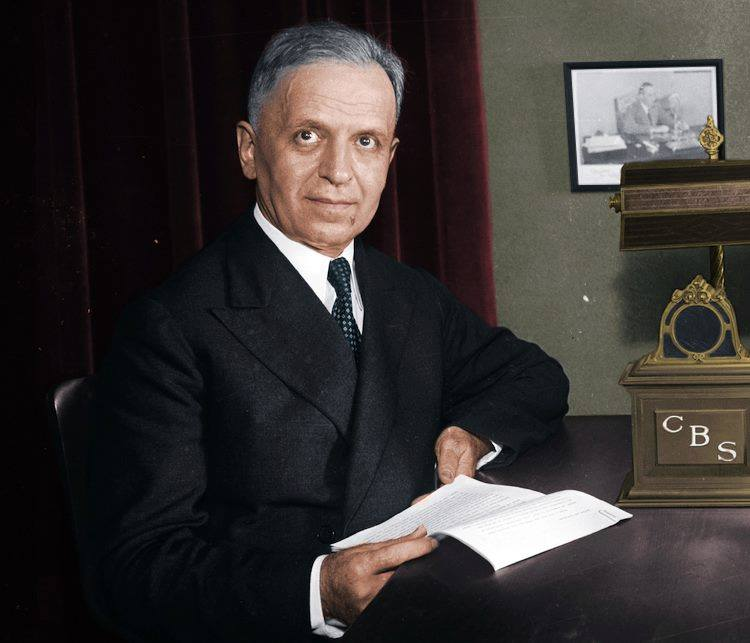
Faik Konica

Faik Bey Konica (* 15. März 1875 in Konitsa; † 15. Dezember 1942 in Washington, D.C.) war ein in der albanischen Nationalbewegung Rilindja aktiver Publizist. Nach der albanischen Unabhängigkeitserklärung von 1912 war er als Diplomat für sein Land tätig.

## Leben
Faik Konica besuchte die osmanische Elementarschule in seinem epirotischen Geburtsort, danach setzte er seine Schulausbildung am Jesuitengymnasium in Shkodra fort. Dort kam er erstmals mit westlicher Kultur und europäischen Ideen in Berührung. Ebenso lernte der junge Toske die von den Shkodraner Katholiken gepflegte gegische Literatur kennen. Später wechselte Konica auf das französischsprachige Galatasaray-Gymnasium im Istanbuler Stadtteil Galata. 1890 ging er nach Frankreich, beendete die Gymnasialausbildung 1892 in Carcassonne und studierte danach Romanistik an der Universität Dijon. Nach seinem Abschluss zog er weiter nach Paris, wo er sich mit alten Sprachen beschäftigte. Konica beendete seine Studien 1896 mit einem Aufenthalt an der Harvard University in den Vereinigten Staaten.
Nach seiner Ausbildung war der junge Konica ein polyglotter Mann. Er beherrschte nicht nur Albanisch und Französisch in Wort und Schrift, sondern wusste sich auch in Türkisch, Englisch, Deutsch und Italienisch gut auszudrücken. Die Studienzeit im Westen hat auch Konicas politisches und philosophisches Denken stark beeinflusst. Der Albanologe Robert Elsie bezeichnet ihn als den ersten modernen westlich geprägten albanischen Intellektuellen.
Seit 1895 verfasste Konica Artikel über Albanien für französische Zeitungen. Im September 1897 zog er nach Brüssel, wo er die monatlich erscheinende Zeitschrift Albania begründete. Diese Zeitschrift wurde schnell zu einem der wichtigsten Titel unter den frühen albanischen Presseerzeugnissen. Die zweisprachige Albania diente nicht nur der albanischen Diaspora in West- und Mitteleuropa, sondern war auch für die Diplomaten der Großmächte eine wichtige Informationsquelle über die Verhältnisse in Albanien. Auch nach seinem Umzug nach London im Jahr 1902 gab Konica die Zeitschrift noch bis 1909 heraus. In jenem Jahr ging er in die Vereinigten Staaten.
Konica ließ sich zunächst in Boston, einem Zentrum der albanischen Emigranten, nieder. Dort wurde er Herausgeber der von Fan Noli begründeten albanischen Zeitung Dielli, die das Organ der Kulturvereinigung Vatra war. 1912 wurde Konica auch Generalsekretär dieser für die albanische Nationalbewegung wichtigen Vereinigung.
1912 reiste Konica nach London, um im Namen von Vatra bei der Botschafterkonferenz Lobbyarbeit für die albanische Unabhängigkeit zu betreiben. Dafür konnte er seiner früher in der britischen Hauptstadt geknüpften Kontakte gut nutzen. Am 17. Dezember 1912 erkannte die Botschafterkonferenz Albanien zunächst nur als autonomes Land unter der Oberhoheit des Sultans an.
Konica, der sich im März 1913 mit dem ersten albanischen Regierungschef Ismail Qemal Bey Vlora überworfen hatte, unterstützte in der folgenden Zeit Essad Pascha Toptani, der auch ein Gegner von Wilhelm zu Wied war. Im Mai 1913 sprach Konica vor den Delegierten des albanischen Nationalkongresses von Triest. Mehr und mehr wurde er zu einem Gegner der österreich-ungarischen Albanienpolitik, die den neuen Staat als Bollwerk gegen Serben und Montenegriner betrachtete und sich, so meinte jedenfalls Konica, nicht genug für die albanische Sache an der noch unklaren Grenze zu Griechenland einsetzte.
Bei Ausbruch des Ersten Weltkriegs war Konica gerade in Österreich. Er geriet in den Verdacht, ein italienischer Spion zu sein, und musste deshalb das Land verlassen. Er ließ sich in Lausanne nieder, wo er auch auf Mehdi Bej Frashëri traf. Im November 1915 veröffentlichte er dort eine gegen Deutschland gerichtete Schrift. Er warf der deutschen Diplomatie vor, die Unabhängigkeit Albaniens zu Gunsten ihrer Kriegsziele opfern zu wollen. (Dies zu tun, waren freilich alle Krieg führenden Mächte bereit. Die gegen die Deutschland gerichtete Schrift war daher auch der Sympathie für Esat Pascha geschuldet, denn dieser neigte der Entente zu.) Im März 1916 war Konica in Sofia und im darauf folgenden Juli wieder in Österreich. Welches politisches Spiel er auf diesen Reisen spielte, ist unklar. Die Deutschen und Österreicher erklärten Konica jedenfalls zur unerwünschten Person, und er kehrte in die Schweiz zurück.
1921, zurück in den USA, wurde Konica zum Präsidenten der Vatra gewählt und er nahm seine publizistische Tätigkeit wieder auf. 1926 ernannte ihn Ahmet Zogu zum albanischen Botschafter in Washington. Er blieb auf diesem Posten, bis Albanien im April 1939 von Italien besetzt wurde. Konica starb im Dezember 1942 in Washington. Er wurde auf dem Forest Hills Cemetery in Boston beigesetzt. Nach dem Ende des Kommunismus wurden seine Gebeine nach Tirana überführt.
Faik Konica trat weniger als Autor denn als Organisator und Förderer des albanischen literarischen Lebens in Erscheinung. Er setzte sich für eine einheitliche albanische Schriftsprache und auch für die Sammlung und Veröffentlichung älterer Texte ein. In der Zeitschrift Albania und später in Dielli machte er die Albaner und interessierte Fremde zum ersten Mal mit einer Reihe von Schriftstellern wie zum Beispiel Thimi Mitko, Kostandin Kristoforidhi, Andon Zako Çajupi und Gjergj Fishta bekannt. Er betätigte sich in seinen Zeitungen als kenntnisreicher Literaturkritiker. Werke, die bloß nationales Pathos aber keine literarische Qualität auszeichnete, kommentierte er spöttisch, wie er überhaupt dem naiven Nationalismus vieler seiner albanischen Landsleute kritisch gegenüberstand. Damit ebenso wie mit seiner politischen Orientierung, zunächst als Sympathisant Essad Paschas und später Ahmet Zogus, hatte er sich viele Feinde gemacht.
Faik Konica war bekennender Atheist. 1897 – zwei Jahre nach seiner Konversion vom Islam zum Katholizismus – schrieb er: „Më vjen për të vjellur nga çdo fe“, übersetzt: „Es kommt mir von jeder Religion das Kotzen.“